# 美女恐龍妹
《美女恐龍妹》（日语：ガールズザウルス）是日本漫畫家楠桂創作的日本漫畫作品。最初在小學館漫畫雜誌《週刊少年Sunday超》2001年至2002年連載，單行本全3卷。之後轉到《月刊SundayGENE-X》2002年至2008年期間連載，改名成《美女恐龍妹DX》，單行本全10卷。

## 故事大綱
高中生知立真悟曾被一名體形強壯肥胖的女生告白，但因為被他拒絕而遭到這位女生的痛擊，因此讓他患了女性恐懼症。之後在他傷癒回校時，又被一名身材和臉蛋都是一等一的女生西春遙追著跑，最後知立才知道西春就是過去曾把他打到住院的那位女性，然後知立又在陰錯陽差之下，讓各個不同的女生都喜歡上了他，到底有著深度女性恐懼症的知立該如何克服這個困境並且是否最終能夠接受西春對他的愛呢…

## 登場人物
知立真吾
本作主角。曾被減肥前的西春遙攻擊、而住院一個月・並且身負重傷還縫了三十多針。因為這樣讓他有心理創傷、而擁有女性恐怖症，所以只要接近美女就會忍不住吐血。於是為了治好女性恐怖症而加入有氧拳擊社。
西春遙
在減肥前、全身赤裸著對知立告白，結果因為被拒絕而痛扁了知立一頓。之後、成功展開了驚奇的減肥而變成超漂亮的美女。右胸有兩顆黑痣。因為有著怪物級的戰鬥力和運動性、所以也有著可怕的怪力、而其嫉妒之深也是怪物級的可怕、只要知立和其他女孩在一起而且高高興興的樣子，就會立刻強制介入、也因此常讓事情變得一發不可收拾。
家裡有媽媽和兩個姐姐。
金山希
忠於本能的少女也是知立的同學。為了要讓知立愛上她而使出許多色色的計畫、個性不擇手段而且超級積極，但每次都會失敗。因為體型是超幼兒型、所以反而因此讓知立不會害怕她。
榮生晶
知立的學姐，個性很男性化。很希望和知立以像是男（?）性一樣的能夠裸著身體往來、為有氧拳擊社社長。經常不帶胸罩而且在外用字遣詞都很男性化(在家則是相當優雅)。
實際上是名家的大小姐，而且因為懼怕自己的母親，因此在家裡的表現都相當優雅，身旁有一位女忍者擔任護衛。
扶桑忍
唯一知道知立有女性恐怖症的人物。是知立的學校的校醫、也是有氧拳擊社的顧問。身材姣好性感，而且喜歡橫刀奪愛，所以她的背後靈就是一堆女性的怨念。
以「有必要治好女性恐怖症」的話邀請知立加入有許多女性的社團的人就是她。常以「要在全校公佈你有女性恐怖症」的事情來威脅他、還把他當作小狗一樣使喚。另外自己不方便時、會突然逼迫著部員們（特別是知立）。
知立昴
知立的妹妹，有戀兄情結。本來是唯一讓知立能夠不會害怕的女性、但隨著身體的快速長大，而變成一名身材一級棒的美少女，結果讓知立變成對她害怕起來。
荒畑剛
是名胖子控。對於減肥前的西春一見鍾情、但在知道她減肥成功後而大失所望並且計畫各種要讓她變胖的計畫。是拳擊部的重量級冠軍、但因為作人很不理智而遭到所屬的拳擊社開除。左臉頰有個被減肥前的西春所傷的傷痕。
擅於料理，還想要用他的料理把西春給餵到胖起來。
塩釜口 莓
從名字中絕對想不出來，長的像是怪物且體型像是骷髏的最凶最惡的女孩。從想要知立變成她的第二號男人後、變成每個夜裡都會加以出沒還一直對他說著「擁抱我～」的話。另外對於神秘學、特別是黑魔術和咒術的造詣相當深並且還打算利用這些東西要將知立變成自己的東西、但後來因為想到「討厭沒有愛的愛」而停止並且決定要用自己的力量來讓知立喜歡上她。
江南翼
DX中登場的人物。是個外表看起來就像是女性的男孩子。一開始讓知立相當害怕他，後來在知道他是男性以後才敢接近他。
喜歡金山希並且常向她告白，但老是被拒絕，但偶而也會配合希的邪惡計畫並且加以執行。
鶴舞栞
DX2集中登場。知立的學姐、被稱作学園瑪丹娜而且在受到很多男學生的崇拜。外表相當漂亮、但因為討厭男孩子看到她後露出那種猥褻的表情、所以選出面無表情和強壯的男人當他的親衛隊來保護自己。由於知立為了逃避遙並且與她的親衛隊發生衝突、結果不小心與她接吻、讓她對知立一見鍾情，但理由卻是「接吻過後的那張害怕的臉太棒了」。另外，是個擁有打屁股的棒子等像是SM女王的施虐癖者，而且程度不輸給忍。從那之後、把知立看作是奴隸和男友、還送上特製的禮物等東西、對知立相當積極。
星之丘螢
DX7集中登場。方向白痴・雖然要她走幾步路相當容易，但卻老是跌倒而且造成周遭的破壞、而且也是超級近視，就算眼鏡在自己的頭上也不自知・然後穿的衣服都會不知覺的脫下來或是忘記穿內褲、擁有等數不完的可怕的超笨拙娘。和希一樣身材嬌小、實際上是個巨乳。第一次登場的制服是她轉學前的學校制服（雖然身材嬌小但胸部大到不像話、所以她的制服要特別訂作）。另外在她工作的咖啡店因為她的跌倒，不但讓客人和廚師一一住院、甚至還差點變成要關店。只要是她行動的話，就會使週遭受到莫大的損害和破壞、還曾經就這樣把一隊暴走族給消滅掉，所以確實應該說她是個「行動災害」。因為是個天生的麻煩製造者和破壞者而且對於她的可怕完全不自知而且老是發生、因此周遭的人都相當怕她、讓她在学校常被孤立而沒有朋友。作者曰「是個想要讓人逃避的角色」。
DX10集中，因為知道知立和遙交往而讓她有點沮喪，但反而因此減少笨拙的特質而大受歡迎。
知立的母親
身材肥胖且看起來相當有威嚴的人妻。思想似乎相當開放，所以對真吾和妹妹的禁忌之戀完全不反對。其戰鬥力也不輸給遙，甚至有過之而無不及。曾有過因為生病而讓自己變成超級美女的時候
因為體形的關係，所以讓她成為荒畑最愛的女人之一，而本人還希望與荒畑來段不倫戀。
榮生的母親
榮生的媽媽，是個失去老公的未亡人。因為主持整個名門榮生家，所以個性相當強悍和有威嚴並且嚴格控制晶的一舉一動。實際上她的個性，是因為她頭上封印著一隻怪物所致，而原本的個性則是相當乖巧柔順。
最初相當討厭知立，後來發現知立像她的老公而改觀。

## 出版書籍
美女恐龍妹
| 冊數 | 小學館         | 小學館             | 長鴻出版社     | 長鴻出版社           |
| 冊數 | 發售日期       | ISBN               | 發售日期       | EAN                  |
| ---- | -------------- | ------------------ | -------------- | -------------------- |
| 1    | 2002年4月18日  | ISBN 4-09-126401-8 | 2003年2月22日  | EAN 471-0765-17299-2 |
| 2    | 2002年8月9日   | ISBN 4-09-126402-6 | 2003年4月14日  | EAN 471-0765-17476-7 |
| 3    | 2003年12月18日 | ISBN 4-09-126403-4 | 2003年11月18日 | EAN 471-0765-17875-8 |

美女恐龍妹DX
| 冊數 | 小學館         | 小學館                 | 長鴻出版社     | 長鴻出版社           |
| 冊數 | 發售日期       | ISBN                   | 發售日期       | EAN                  |
| ---- | -------------- | ---------------------- | -------------- | -------------------- |
| 1    | 2003年8月8日   | ISBN 4-09-157231-6     | 2004年3月14日  | EAN 471-0765-18380-6 |
| 2    | 2004年2月19日  | ISBN 4-09-157232-4     | 2004年7月29日  | EAN 471-0765-18678-4 |
| 3    | 2004年7月16日  | ISBN 4-09-157233-2     | 2005年1月4日   | EAN 471-0765-19164-1 |
| 4    | 2005年3月18日  | ISBN 4-09-157234-0     | 2006年1月20日  | EAN 471-0765-20147-0 |
| 5    | 2005年12月19日 | ISBN 4-09-157235-9     | 2006年7月15日  | EAN 471-0765-20654-3 |
| 6    | 2007年1月19日  | ISBN 978-4-09-157080-2 | 2007年9月15日  | EAN 471-0765-21722-8 |
| 7    | 2007年7月19日  | ISBN 978-4-09-157099-4 | 2008年2月2日   | EAN 471-2805-82080-1 |
| 8    | 2007年12月19日 | ISBN 978-4-09-157119-9 | 2008年5月3日   | EAN 471-2805-82346-8 |
| 9    | 2008年5月19日  | ISBN 978-4-09-157134-2 | 2008年10月18日 | EAN 471-2805-82751-0 |
| 10   | 2008年12月19日 | ISBN 978-4-09-157157-1 | 2009年11月20日 | EAN 471-1552-44763-7 |

## 外部連結
- 美女恐龍妹（漫畫）在動畫新聞網百科全書中的資料（英文）